# Томоко Мурамацу
Томоко Мурамацу (јап. 村松 智子; 23. октобар 1994) јапанска је фудбалерка.

## Репрезентација
За репрезентацију Јапана дебитовала је 2015. године. За тај тим одиграла је 4 утакмице.

## Статистика
| Јапан  | Јапан | Јапан |
| Год.   | Ута.  | Гол.  |
| ------ | ----- | ----- |
| 2015   | 2     | 0     |
| 2016   | 2     | 0     |
| Укупно | 4     | 0     |